# Aultmore
Aultmore je skotská palírna společnosti Bacardi Ltd nacházející se v centru města Keith v hrabství Banffshire, jež vyrábí skotskou sladovou malt whisky.

## Historie
Palírna byla založena v roce 1895 Alexanderem Edwardem a produkuje čistou sladovou malt whisky. Tato palírna leží poblíž zalesněného kopce Wood of Mulderie a říčky Auchinderran Burn, jež se vlévá do řeky Isla. Produkuje whisky značky Aultmore, což je 12letá whisky s obsahem alkoholu 43%.Část produkce se používá do míchaných whisky. Tato whisky má obilnou nasládlost se stopou rašeliny.